# Bodleian Art, Archaeology and Ancient World Library
Die Bodleian Art, Archaeology and Ancient World Library (bis 2023: Sackler Library) ist die zentrale Bibliothek der Universität Oxford für wissenschaftliche Literatur auf den Gebieten der Altertumswissenschaften, Archäologie und Kunstgeschichte.

## Gebäude
Das neuklassische Gebäude der Bibliothek wurde 2001 fertiggestellt und am 24. September dieses Jahres eröffnet. Sie ersetzt damit die Bibliothek des Ashmolean Museum. Der Standort ist die St John Street 1, an der Rückseite des Ashmolean Museums. Die Bibliothek wurde durch die großzügige Spende des Pharmaunternehmers Mortimer Sackler gegründet und nach ihm benannt. Die Bibliothek wurde 2023 in Bodleian Art, Archaeology and Ancient World Library umbenannt.
Der Bau wurde von den Architekten Robert Adam und Paul Hanvey entworfen. Das markante Gebäude zeichnet sich durch einen zentralen runden Block aus. So erfüllt es seinen klassischen Zweck, da eine der Außenwände durch das Modell eines klassischen Frieses dekoriert ist. Der Entwurf des Eingangs geht auf die dorische Ordnung des Apollontempels bei Bassae zurück, der zuerst von Charles Robert Cockerell untersucht wurde und der das Ashmolean Museum entwarf.

## Bestände
Die Bibliothek beinhaltet die Sammlungen mehrerer älterer Bibliotheken, speziell der Ashmolean Library, der Classics Lending Library, der Eastern Art Library und der History of Art Library. Wichtigste Sammlungsschwerpunkte sind:
- Archäologie des Nahen Ostens und Keilschrift-Sprachen
- Ägyptologie und Koptologie
- Papyrologie und Griechisch-Römisches Ägypten
- Klassische Philologie
- Alte Geschichte
- Epigraphik
- Numismatik
- Klassische und Byzantinische Archäologie und Kunst
- Prähistorische Archäologie Europas und Nordafrikas
- Archäologie der römischen Provinzen
- Archäologie des europäischen Mittelalters
- Europäische Kunstgeschichte
- Asiatische Kunstgeschichte

Die Bibliothek beherbergt auch die rund 100.000 Fragmente der Oxyrhynchus-Papyri, eine der größten Sammlungen von ägyptischen Papyri weltweit.